# József V. Zelkó
József V. Zelkó (ur. 7 sierpnia 1905 r., zm. ?) – węgierski wojskowy i kolaborant, dowódca 1 Węgierskiego Batalionu Narciarskiego SS.
W latach 30. był mistrzem Węgier, Austrii i Europy w narciarstwie. Służył w armii węgierskiej jako oficer w 1 Brygadzie Górskiej Honvedów. 1 maja 1939 r. awansował do stopnia kapitana Honvedów. W 1944 r. pracował w sekcji narciarskiej ministerstwa Honvedów. Po odsunięciu przez Niemców od władzy na Węgrzech reżimu admirała Miklósa Horthyego wstąpił do Waffen-SS, dostając stopień SS-Hauptsturmführera. W poł. października stanął na czele 1 Węgierskiego Batalionu Narciarskiego SS w stopniu SS-Obersturmführera. W poł. listopada przeniesiono jednostkę do obozu w Neuhammer na Śląsku w celu przeszkolenia wojskowego. 4 grudnia – po przybyciu świeżych rekrutów – jednostka została podzielona na dwa bataliony; na czele II batalionu stanął brat Józsefa V. Zelkó. W lutym 1945 r. wobec zbliżania się Armii Czerwonej, SS-Obersturmführer József V. Zelkó zarządził natychmiastowy wymarsz z Neuhammer. 16 lutego 1945 r. jednostka dotarła do Leoben w Austrii, gdzie przechodziła dalsze szkolenie. 17 kwietnia przetransportowano ją do St. Margarethen, gdzie weszła w skład 5 Dywizji Pancernej SS „Wiking”. W pierwszych dniach maja skapitulowała przed Amerykanami w rejonie Attersee am Attersee. Dalsze losy Józsefa V. Zelkó nie są znane.